# Въча
Вижте пояснителната страница за други значения на Въча.
Въча (до 1945 г. Вѫча) е река в Южна България – Област Смолян, общини Борино и Девин, област Пазарджик, общини Батак и Брацигово и област Пловдив, общини Кричим, Стамболийски и Родопи, десен приток на река Марица. Дължината ѝ е 112 km, която ѝ отрежда 23-то място сред реките на България. Въча е втората по големина река в Родопите след Арда. Отводнява големи части от Баташка планина, Велийшко-Виденишки дял, Переликско-Преспански дял и рида Чернатица на Западните Родопи.

## Географска характеристика

### Извор, течение, устие
Река Въча се образува от сливането на двете съставящи я реки Буйновска река (лява съставяща) и Чаирдере (дясна съставяща) на 847 m н.в., на 41°40′19″ с. ш. 24°21′12″ и. д. / 41.671944° с. ш. 24.353333° и. д. в село Тешел, община Девин. За начало на Въча се приема Буйновска река, извираща от Каинчалския дял на Западните Родопи от 1558 m н.в., на 3,4 km югоизточно от село Кожари, община Борино, в непосредствена близост до българо-гръцката граница.
В най-горното си течение долината на Буйновска река е в посока северозапад и е широка, заета от ливади и малки обработваеми земи. След село Буйново реката завива на север и чак до излизането си от Родопите при град Кричим протича в дълбока каньоновидна долина, която се приема за граница между западната и източната част на Западните Родопи. Изключение от това правило са малките долинни разширения около Тешел, Грохотно, Девин и Михалково. При град Кричим Въча навлиза в Горнотракийската низина, където течението ѝ е бавно и спокойно в широко песъчливо корито, укрепено във водозащитни диги.
Влива се отдясно в река Марица на 168 m н.в., на 1,3 km североизточно от село Кадиево, община Родопи.

### Водосборен басейн, притоци
Площта на водосборния басейн на реката е 1645 km2, което представлява 3,1% от водосборния басейн на Марица, а границите на басейна ѝ са следните:
- на изток – с водосборните басейни на Първенецка река и Чепеларска река, десни притоци на Марица;
- на югоизток – с водосборния басейн на река Арда, десен приток на Марица;
- на югозапад – с водосборния басейн на река Места;
- на запад – с водосборните басейни на Чепинска река и Стара (Пещерска) река, десни притоци на Марица.

Основни притоци: → ляв приток, ← десен приток
- → Чапарско дере
- ← Хаджиларска река
- → Читакдере
- ← Чаирдере
- → Деринкоук
- ← Широколъшка река
- → Девинска река (Дамлъдере, най-голям приток)
- ← Алена
- ← Говедарника
- → Ябълков дол
- → Гашня (влива се в язовир „Цанков камък“)
- ← Лясковска река
- ← Чурековско дере
- ← Петварска река (влива се в язовир „Въча“)
- → Фотинска река (влива се в язовир „Въча“)
- ← Липово дере (влива се в язовир „Въча“)
- → Форцовско дере (влива се в язовир „Въча“)
- → Усоето (влива се в язовир „Кричим“)
- ← Дълбок дол (влива се в язовир „Кричим“)
- ← Черешовско дере (влива се в язовир „Кричим“)
- → Раздол (влива се в язовир „Кричим“)
- ← Казнишка река
- ← Малка Въча
- → Кемерско дере
- ← Устинска река

### Хидроложки показатели
Реката е с дъждовно-снежно подхранване, като максимумът е в периода април-май, а минимумът – октомври. Среден годишен отток при град Кричим – около 22 m3/s.

## Селища
По течението на реката са разположени 10 населени места, в т.ч. 2 град и 8 села:
- Област Смолян

- Община Борино – Кожари, Буйново;
- Община Девин – Тешел, Грохотно, Девин, Михалково;

- Област Пловдив

- Община Кричим – Кричим;
- Община Стамболийски – Куртово Конаре, Йоаким Груево;
- Община Родопи – Кадиево;

## Стопанско значение, природни забележителности
Водите на реката и притоците ѝ се използват за електродобив (каскада „Доспат-Въча“). По течението на самата река са изградени язовирите „Кричим“, „Въча“, „Цанков камък“ и „Тешел“, които служат за генериране на електроенергия, напояване в Горнотракийската низина и осигуряват част от питейната вода на град Пловдив. Стената на язовир „Въча““ е най-високата в България – 144,5 m.
В долинните разширения около Кожари, Буйново, Тешел, Грохотно, Девин и Михалково и в Горнотракийската низина водите ѝ се използват за напояване и отчасти за промишлено водоснабдяване.
По долината на реката преминават два пътя от Държавната пътна мрежа:
- Участък от 11,3 km от Републикански път III-197 Гоце Делчев – Доспат – Девин в участъка от село Тешел до град Девин;
- Участък от 58,1 km от Републикански път III-866 Смолян – Девин – Стамболийски в участъка от Девин до Стамболийски. След изграждането на язовир „Цанков камък“ участъкът от 16,6 km остава под нивото на язовира и е изграден нов обхождащ път през село Лясково.

Въча не преминава в близост до промишлени предприятия, което способства за чистотата на водата. По нейното течение са разположени красиви и уникални природни феномени – Буйновското ждрело, Ягодинската пещера, скалния монумент „Слона“. В района на село Михалково има топли минерални извори.

## Други
На Въча е наречена улица в квартал „Сухата река“ в София (Карта).

## Топографска карта
- Лист от карта K-35-61. Мащаб: 1 : 100 000.
- Лист от карта K-35-62. Мащаб: 1 : 100 000.
- Лист от карта K-35-73. Мащаб: 1 : 100 000.
- Лист от карта K-35-85. Мащаб: 1 : 100 000.

## Галерия
- Язовирна стена Въча
- Язовир Въча
- Река Въча край с. Йоаким Груево